# NGC 3932
NGC 3932 est une étoile située dans la constellation de la Grande Ourse. L'astronome prussien Heinrich d'Arrest
Les bases de données NASA/IPAC, Simbad et HyperLeda associent NGC 3932 à la galaxie PGC 37194, mais en réalité la lecture des notes d'Arrest montre qu'il s'agit bien d'une étoile située au sud-est de NGC 3928,,. Il s'agit de l'étoile USNO-A2 1350-08018045.

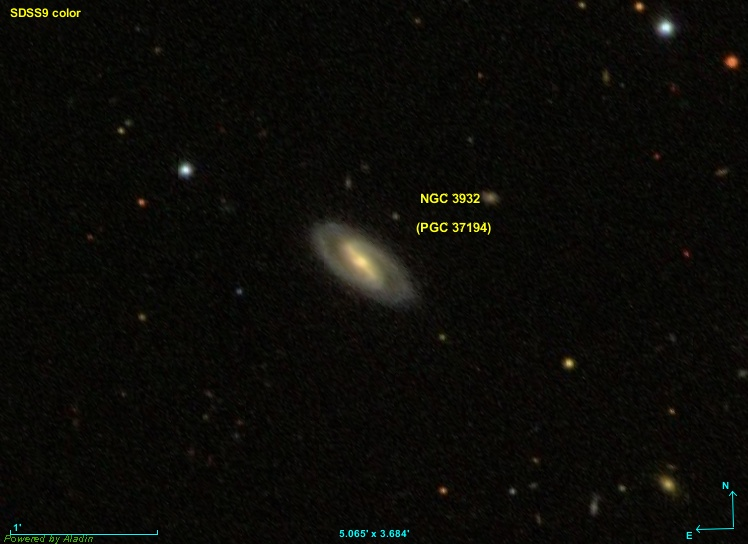
NGC 3932 n'est pas la galaxie PGC 37194.